# The Lost Episodes
A The Lost Episodes Frank Zappa posztumusz, 1996-ban megjelent albuma. Az anyag nagy része a karrierjének korai szakaszából (akár 1958-ból) származó stúdiófelvétel, de vannak későbbi, a hetvenes évek végén készült felvételek is. A lemez - Zappától szokatlan módon - jellemzően kronologikus felépítésű.

## A lemez számai
1. "The Blackouts" – 0:22
2. "Lost in a Whirlpool" (Van Vliet, Zappa) – 2:46
3. "Ronnie Sings?" – 1:05
4. "Kenny's Booger Story" – 0:33
5. "Ronnie's Booger Story" – 1:16
6. "Mount St. Mary's Concert Excerpt" – 2:28
7. "Take Your Clothes Off When You Dance" – 3:51
8. "Tiger Roach" (Van Vliet, Zappa) – 2:20
9. "Run Home Slow Theme" – 1:25
10. "Fountain of Love" (Zappa, Ray Collins) – 2:08
11. "Run Home Cues, #2" – 0:28
12. "Any Way the Wind Blows" – 2:14
13. "Run Home Cues, #3" – 0:11
14. "Charva" – 1:59
15. "The Dick Kunc Story" – 0:46
16. "Wedding Dress Song" (Trad., arr. Zappa) – 1:14
17. "Handsome Cabin Boy" (Trad., arr. Zappa) – 1:21
18. "Cops & Buns" – 2:36
19. "The Big Squeeze" – 0:43
20. "I'm a Band Leader" – 1:14
21. "Alley Cat" (Van Vliet, Zappa) – 2:47
22. "The Grand Wazoo" – 2:12
23. "Wonderful Wino" (Zappa, Jeff Simmons) – 2:47
24. "Kung Fu" – 1:06
25. "RDNZL" – 3:49
26. "Basement Music #1" – 3:46
27. "Inca Roads" – 3:42
28. "Lil' Clanton Shuffle" – 4:47
29. "I Don't Wanna Get Drafted" – 3:24
30. "Sharleena" – 11:54

## Külső hivatkozások
- Lyrics and information
- Release details